# Ga Sinchon
Ga Sinchon (Tiếng Hàn: 신촌역, Hanja: 新村驛) là ga tàu điện ngầm trên Tàu điện ngầm Seoul tuyến 2 ở ranh giới giữa Nogosan-dong, Mapo-gu và Sinchon-dong, Seodaemun-gu, Seoul. Nó nằm giữa Ga Đại học Hongik và Ga Đại học nữ sinh Ewha. Tàu điện ngầm trong ký hiệu tên ga đã được thêm vào năm 2000 để tránh nhầm lẫn với Ga Sinchon trên Tuyến Gyeongui. Đây là ga gần nhất với Đại học Sogang, Đại học Yonsei, Cửa hàng bách hóa Hyundai Sinchon. Khu vực giữa nhà ga và cổng trước của Đại học Yonsei được biết đến là thánh địa của cuộc sống về đêm ở Seoul, với rất nhiều nhà hàng, quán rượu và quán bar thu hút thanh niên từ khắp nơi.

## Lịch sử
- 30 tháng 6 năm 1983: Tên ga được quyết định là Ga Sinchon
- 22 tháng 5 năm 1984: Việc kinh doanh bắt đầu với việc khai trương đoạn Đại học Quốc gia Seoul ~ Euljiro 1(il)-ga của Tàu điện ngầm Seoul tuyến 2 (8 lối ra)
- 1 tháng 1 năm 2000: Ký hiệu (Tàu điện ngầm) được thêm vào tên ga
- Cuối tháng 11 năm 2017: Hoàn thành lắp đặt thang cuốn lối ra 6

## Bố trí ga
| Đại học Hongik ↑       |
| \| Vòng ngoài          |
| ↓ Đại học Nữ sinh Ewha |

| Vòng ngoài | ●Tuyến 2 | ← Hướng đi Đại học Hongik · Hapjeong · Sindorim · Sadang             |
| Vòng trong | ●Tuyến 2 | → Hướng đi Tòa thị chính · Euljiro 3(sam)-ga · Wangsimni · Seongsu → |

## Xung quanh nhà ga
| Lối ra \| 나가는 곳 \| Exit \| 出口 | Lối ra \| 나가는 곳 \| Exit \| 出口 |
| ----------------------------------- | --- |
| 1                                   | Trường tiểu học Seoul Changseo, Cửa hàng bách hóa Hyundai Chi nhánh Sinchon, Giao lộ Donggyo-dong, Hướng Hongdae |
| 2                                   | Cửa hàng bách hóa Hyundai Chi nhánh Sinchon, Cửa hàng bách hóa Hyundai Chi nhánh Sinchon U-Plex, Quảng trường Ngôi sao, Đại học Yonsei, Bệnh viện Severance, Hướng Yeonhui-dong                                                   |
| 3                                   | Đại học Yonsei, Bệnh viện Severance, Phố Munhak, Phố Myeongmul, Nhà hiến máu Trung tâm Sinchon Yeondae, hướng Yeonhui-dong |
| 4                                   | Changcheon-dong, Trung tâm cộng đồng Sinchon-dong, Trung tâm an toàn công cộng Sinchon, Ga Sinchon tuyến Kyungui, CGV Sinchon Artreon, Bưu điện Sinchon, Trung tâm hiến máu Sinchon, Hướng ga Đại học Nữ sinh Ewha                |
| 5                                   | Trung tâm cộng đồng Daeheung-dong, Trường trung học Changcheon, Trường tiểu học Changcheon Seoul, Hướng ga Đại học Nữ sinh Ewha                                                                                                   |
| 6                                   | Đại học Sogang, Dịch vụ Phúc lợi và Bồi thường cho Người lao động Hàn Quốc, Tổng công ty An toàn Điện Hàn Quốc Trụ sở khu vực Seoul, Hướng Ga Daeheung                                                                            |
| 7                                   | Trường trung học cơ sở Gwangseong, Trường trung học phổ thông Gwangseong, Sinchon Samik APT, Trung tâm an toàn công cộng Nogosan, Đường rừng tuyến Kyungui, Bệnh viện Sinchon Yonsei, Chi nhánh E-Mart Sinchon, Hướng cầu Seogang |
| 8                                   | Ngã tư Donggyo-dong, Hướng về ngã tư Hongdae, Chi nhánh E-Mart Sinchon, Thư viện Kim Dae-jung |

## Hình ảnh

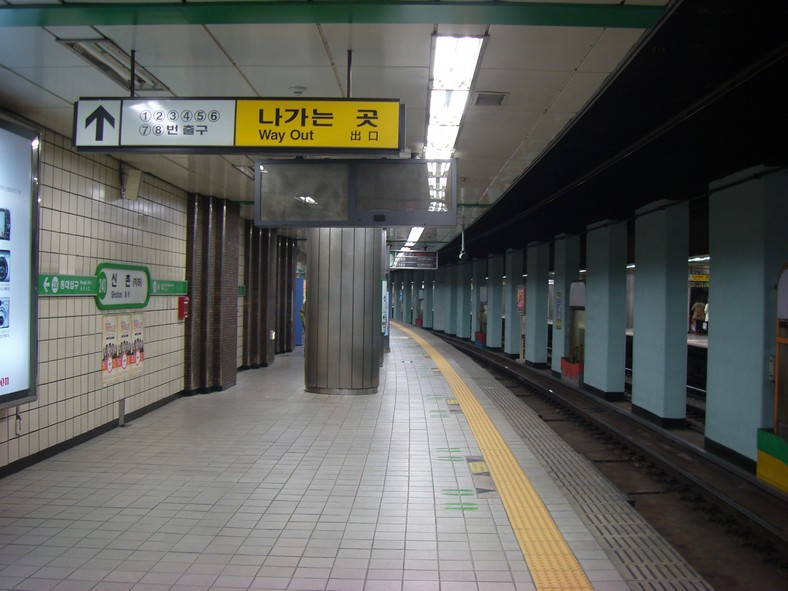
Sân ga (Trước khi lắp đặt cửa chắn)